# Indigofera mimosoides
Indigofera mimosoides är en ärtväxtart som beskrevs av John Gilbert Baker. Indigofera mimosoides ingår i släktet indigosläktet, och familjen ärtväxter. Inga underarter finns listade i Catalogue of Life.